# نادي لينز
نادي لينز كان نادي كرة قدم في النمسا تأسس في 1946. تم اغلاقه في عام 1997 بسبب الضائقة المالية.